# يحيى بن محمد
يحيى بن محمد هو حاكم وسلطان المغرب الخامس من الأدارسة. وهو ابن السلطان السابق محمد بن إدريس، تولى الحكم في المغرب بعد وفاة أخيه علي الثاني في 848. خلال حكمه، الذي لم يشهد أي نزاعات كبيرة استقر في فاس مع العديد من المهاجرين من الأندلس وإفريقية والذين طردوا بعد الثورة على الأمويين والأغالبة. توفي في عام 864 وخلفه ابنه يحيى الثاني.